# Cymbalophora perversa
Cymbalophora perversa är en fjärilsart som beskrevs av Franz Dannehl 1929. Cymbalophora perversa ingår i släktet Cymbalophora och familjen björnspinnare. Inga underarter finns listade i Catalogue of Life.